# Далекоизточни язовци
Далекоизточни язовци (Melogale) са единственият род  от монотипното подсемейство Helictidinae на семейство Порови.

## Класификация
Родът включва шест вида:
- Бирмански язовец (Melogale personata)
- Борнейски язовец (Melogale everetti)
- Китайски язовец (Melogale moschata)
- Melogale subaurantiaca
- Melogale orientalis
- Melogale cucphuongensis[5]